# Durdane
La serie di Durdane è una trilogia di libri di fantascienza scritti da Jack Vance tra il 1971 e il 1973, che narra le avventure di Gastel Etzwane sul mondo chiamato Durdane. La trilogia descrive il protagonista nella sua giovinezza, poi come l'autocrate chiamato Anome e, infine, come esponente del suo mondo contro la minaccia aliena degli Asutra.
Sono, in ordine cronologico di pubblicazione e di lettura:
- Il mondo di Durdane (The Anome), 1971
- Il popolo di Durdane (The Brave Free Men), 1972
- Asutra (The Asutra), 1973

## Trama
Lo stato di Shant sul pianeta Durdane è governata da un autocrate chiamato l'Uomo senza volto o Anome per via del suo totale anonimato. Questi mantiene il controllo tramite l'utilizzo dei torc, un collare esplosivo fissato al collo di ogni adulto di Shant.
Dato che nessuno conosce la vera identità dell'Anome né dei suoi agenti la paura spinge le persone a seguire le leggi di ogni cantone, anche per via del fatto che la pena per i reati è la morte a seguito dell'esplosione del torc senza preavviso.
L'effetto deterrente di questo metodo di governo è in sé piuttosto efficace: l'esplosione di un torc è una lezione molto vivida per tutti.
L'Anome è in effetti non un solo uomo, ma una dinastia ereditaria che si perpetua autonomamente a sua totale discrezione. Quando un Anome invecchia sceglie il suo successore in un sistema sviluppato centinaia di anni prima. La ragione di questo bizzarro governo è l'estrema individualità delle genti di Shant, suddivisi in dozzine di cantoni, ognuno con le proprie leggi (più o meno particolari) e con la lingua come unico punto in comune.
Prima dell'ascesa degli Anome Shant era sempre stato uno stato in perenne guerra civile; l'Anome unì il paese e inizio' a governare tramite i torc.
Il protagonista della storia è Gastel Etzwane, il figlio di una prostituta e di un anonimo musico errante. I primi due volumi della trilogia narrano di Etzwane, della scoperta dell'identità del padre, dei suoi disperati sforzi di diventare egli stesso un musico, dell'assassinio della madre e della sorella da parte di una razza barbara non-umana (conosciuti col nome di Roguskhoi) e del suo desiderio di vendetta.
Questa smania spinge Etzwane a scoprire l'identità dell'Anome che, stranamente passivo di fronte alla minaccia Roguskhoi, rifiuta di muovere le armate di Shant per respingerli. Etzwane è costretto a prendere il ruolo di Anome e, attraverso fortuna e improvvisazione, riesce a combattere la minaccia; come conseguenza dello sconvolgimento sociale provocato dalla guerra Etzwane lascia la carica e il sistema dei torc viene abolito.
Nel terzo e ultimo volume Etzwane scopre - nel modo peggiore - che gli invasori barbari erano la creazione di una razza aliena a Durdane chiamata Asutra, nati come arma biologica contro la razza umana. I Rhugoshoi erano infatti tutti maschi, e potevano riprodursi solamente con donne umane che avrebbero dato alla luce altri Rhugoshoi, rendendole sterili e incapaci di dare alla luce altri esseri umani.

## Storia editoriale
Ciascun volume è stato inizialmente pubblicato su The Magazine of Fantasy and Science Fiction in due parti: 
- The Faceless Man (prima parte), The Magazine of Fantasy and Science Fiction, febbraio 1971[1]
- The Faceless Man (seconda parte), The Magazine of Fantasy and Science Fiction, marzo 1971[3]
- The Brave Free Men (prima parte), The Magazine of Fantasy and Science Fiction, luglio 1972[4]
- The Brave Free Men (seconda parte), The Magazine of Fantasy and Science Fiction, agosto 1972[5]
- The Asutra (prima parte), The Magazine of Fantasy and Science Fiction, maggio 1973[6]
- The Asutra (seconda parte), The Magazine of Fantasy and Science Fiction, giugno 1973[7]

Tra il 1973 e il 1975 la trilogia è stata ripubblicata in volume da Dell Publishing, con il titolo del primo libro cambiato in The Anome.
La prima traduzione italiana è stata pubblicata nel 1976 dall'Editrice Nord, in Cosmo. Collana di Fantascienza. 